# カランジル刑務所
サンパウロ・カランジル刑務所（Casa de Detenção de São Paulo）は、ブラジルのサンパウロで運営されていた刑務所

## 概要
最多収容人数：8,000人
1992年10月2日に囚人111名が死亡する『カランジル虐殺事件（Carandiru massacre）』が発生した。囚人の暴動に対して、68名の警官が発砲し、102名が射殺、9名が他の囚人により刺殺。指揮権を持っていたウビラタン・ギマランイス（ Ubiratan Guimarães）サンパウロ州軍警察（Military Police of São Paulo State）大佐には、懲役632年が言い渡された。2006年、ギマランイスは暗殺された。
2002年12月9日、博物館として使用される1ブロックを残し、全て解体された。跡地は、「子ども公園（Parque da Juventude）」となっている。

## 作品
医師のDrauzio Varella は、1989年～2001年の刑務所でのボランティア体験を元に、Estação Carandiru（翻訳「カランヂル駅」2021年）を著作。2003年には『カランジル』の題名で映画化された。

## 交通機関
サンパウロ地下鉄カランジル駅（Carandiru (São Paulo Metro)）

## 参照
1. ↑  Carandiru Brazilian Prison - Deadliest Jail in the world
2. ↑  Rohter, Larry (2002年9月22日). “The Fall of Brazil's Big House” (English) (fee required). The New York Times
3. ↑  “Trivia for Carandiru”. Internet Movie Database 2010年6月17日閲覧。
4. ↑  “Parque da Juventude revitaliza antiga área prisional do Carandiru” (Portuguese). Portal do Governo do Estado de São Paulo. (2010年2月9日) 2010年6月18日閲覧。